# Collegium Stomatologicum w Poznaniu

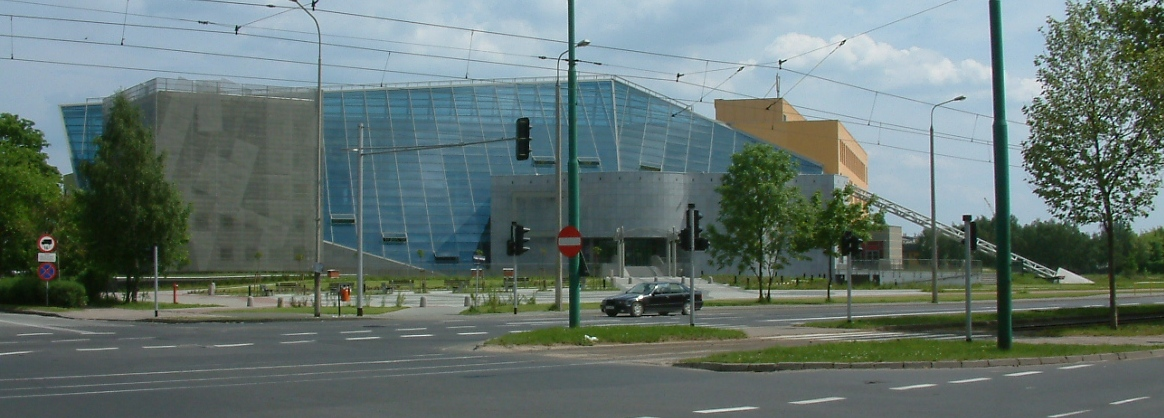
Widok na wejście główne Collegium Stomatologicum

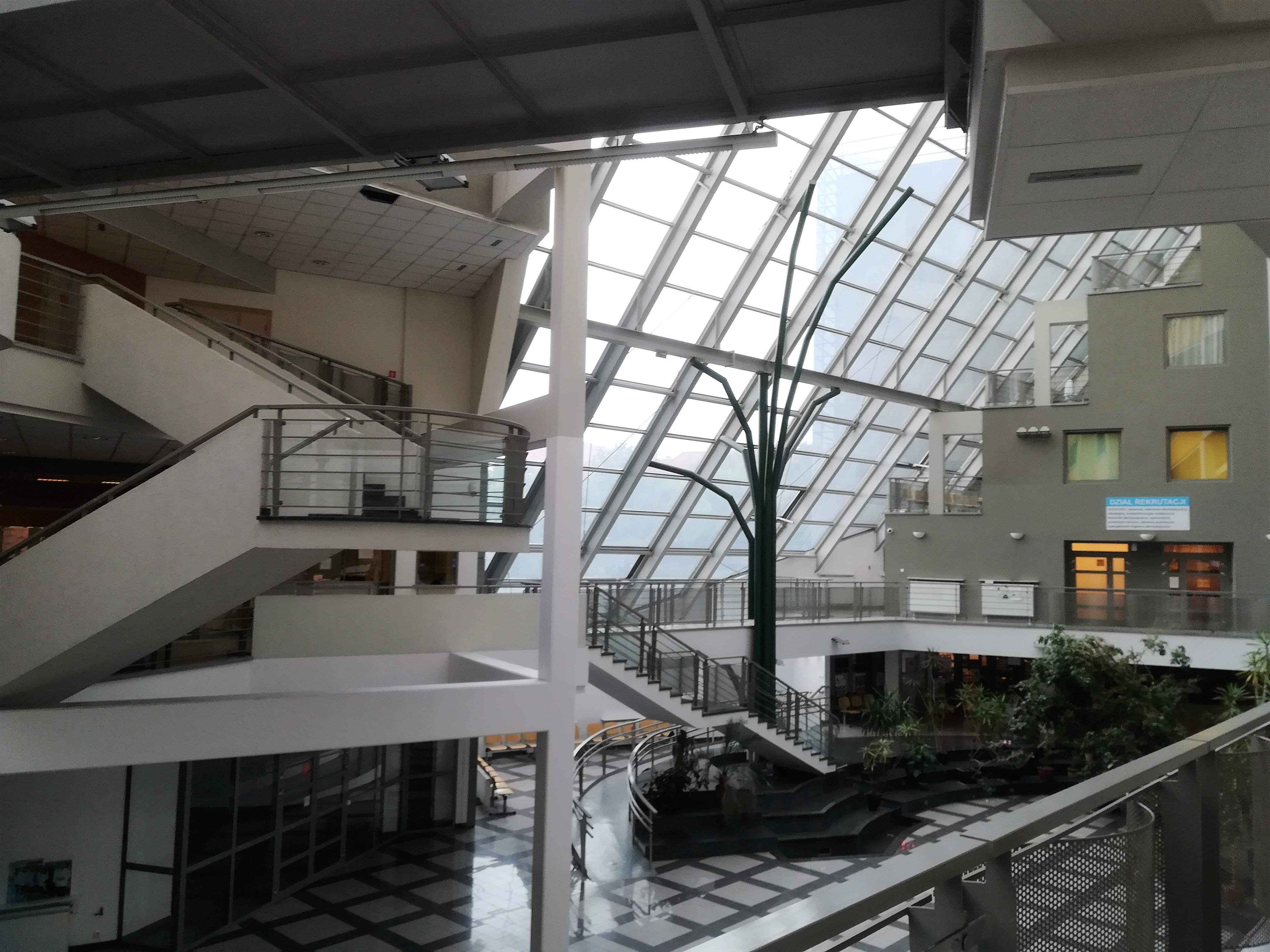
Wnętrze

Collegium Stomatologicum w Poznaniu – dekonstruktywistyczny budynek, znajdujący się na skrzyżowaniu ul. Bukowskiej i ul. Stanisława Przybyszewskiego w Poznaniu, służący początkowo Uniwersytetowi Medycznemu im. Karola Marcinkowskiego jako Centrum Klinik Stomatologicznych, jak również jako Instytut Stomatologii. W 2012 roku, po przejęciu przez uczelnię 111 Szpitala Wojskowego, który połączono z dotychczasowymi użytkownikami Collegium Stomatologicum w jeden ZOZ budynek zajmuje Specjalistyczny Szpital Kliniczny UM w Poznaniu.
Zamiary wybudowania nowego instytutu władze uczelni wyraziły już w latach 80. XX wieku. Budynek oddano do użytku publicznego w 2004 roku, a pierwsze zajęcia dla studentów odbyły się roku akademickim 2004/2005. Projektantem obiektu był Piotr Namysł.
Przed budynkiem Collegium odsłonięto w 2010 pomnik Krzysztofa Komedy-Trzcińskiego.

## Centrum Medycznej Informacji Naukowej
Obok Collegium Stomatologicum, na zbiegu ulic Przybyszewskiego i Rokietnickiej, postępują prace nad budową Centrum Medycznej Informacji Naukowej, które będzie ośrodkiem biblioteczno-konferencyjnym akademii medycznej.
Łączna powierzchnia budynku zajmie 3,5 tys. m². Będzie on wyposażony w nowoczesne systemy ostrzegania i zabezpieczeń. Do centrum zostaną przeniesione zbiory biblioteczne z Biblioteki Głównej Uniwersytetu Medyczngo w Poznaniu, mieszczącej się przy ul. Jana i Jędrzeja Śniadeckich.
Budowa CMIN została rozpoczęta 1 kwietnia 2005 roku, a planowo zostanie zakończona 30 marca 2008. Koszt budowy wyniesie łącznie ponad 66 mln złotych. Część wydatków przeznaczonych na budowę pochodzi ze środków Unii Europejskiej.
Głównym projektantem jest mgr inż. arch. Grzegorz Sadowski. Budynek architektonicznie ma być utrzymany w stylu modernizmu 20-lecia międzywojennego, charakterystycznego dla zabudowy tej części dzielnicy Grunwald, na którym się znajduje. Projekt budynku został zatwierdzony przez miejskiego konserwatora zabytków.